# Tetracanthella pyrenaica
Tetracanthella pyrenaica är en urinsektsart som beskrevs av Cassagnau 1953. Tetracanthella pyrenaica ingår i släktet Tetracanthella och familjen Isotomidae. Inga underarter finns listade i Catalogue of Life.